# Gilles Tibo
« Tibo » redirige ici. Pour les articles homophones, voir Thibaud, Thibault, Thibaut, Thibeault et Thybaud.
Gilles Tibo  est un écrivain et illustrateur québécois né le 18 juillet 1951 à Nicolet, au Québec, (Canada).
Il a été directeur artistique des productions Le Tamanoir. Il a produit une soixantaine d'affiches pour différents événements culturels (théâtre, fêtes foraines, théâtre jeunesse) et il a créé le célèbre logo du Cirque du Soleil.

## Biographie
Gilles Tibo, un des plus importants auteurs de littérature jeunesse du Canada, a déjà fait publier plus de deux cent quarante livres comme auteur ou d’illustrateur. Il a écrit plusieurs séries à succès dont celle des Simon, la série des Noémie, celle du petit Géant, des Alex, des Choupette, des Nicolas et du Petit chevalier.
Double récipiendaire du Prix du Gouverneur du Canada, et double récipiendaire du Prix Christie, les livres de Gilles Tibo ont été primés plus d’une centaine de fois. Ses titres, traduits en plusieurs langues (anglais, espagnol, allemand, suédois, coréen, japonais, mandarin…), lui ont valu de nombreux prix sur le marché international dont le plus célèbre est le prix Hibou au Japon ainsi que deux nominations pour le prestigieux prix Hans Christian Andersen. 
Gilles Tibo a publié hors Canada chez Hachette, Casterman, Milan, et aux Éditions Nord-Sud. 
La plume de Gilles Tibo délaisse quelques fois le domaine du livre pour se plier à d’autres exigences. En 2008, il a écrit un conte musical pour l’Orchestre Symphonique de Montréal intitulé : Marisol et Rémi sur les chemins de la nuit. Et Noémie, son personnage le plus célèbre, est devenue l’héroïne d’un film long métrage intitulé : Nomie, le secret, en décembre 2009. 
Incontournables de la littérature canadienne, les œuvres de Gilles Tibo sont empreints de poésie, d’émotion et de fantaisie qui ne laisse personne indifférent. 

## Œuvres

### Séries
La série des Simon : 11 titres, dont Simon et les flocons de neige... Simon et le soleil d'été...
La série des Noémie : 25 titres dont le premier s'intitule : Noémie, le secret de madame Lumbago...
La série des Choupette : 6 titres dont : Choupette et son petit papa...
La série des Petit Bonhomme, 5 titres dont : Les mots du Petits Bonhomme...
La série des Nicolas, 14 titres, dont : Des livres pour Nicolas...
La série du Petit Géant, 12 titres, dont : La planète du Petit Géant...
La série des Petit Chevalier : 4 titres dont : Le petit Chevalier qui détestait la pluie...
Les autres publications de Gilles Tibo en littérature jeunesse : Poésies, romans, contes, nouvelles.

### Pour adultes
Le mangeur de pierres, Les parfums d'Élisabeth, Les mots renversés, aux éditions Québec Amérique. 

## Prix et distinctions
- 1992 - Prix du Gouverneur général : littérature jeunesse de langue française - illustration, pour Simon et la ville de carton.
- 1996 - Prix du Gouverneur général : littérature jeunesse de langue française - texte, pour Noémie - Le Secret de Madame Lumbago.
- 1999 - Prix du livre M. Christie, catégorie pour 8 à 11 ans, pour Rouge timide, Soulières éditeur.
- 2000 - Prix du livre M. Christie, catégorie pour 8 à 11 ans, pour Les yeux noirs, Soulières éditeur.
- 2002 - Prix Alvine-Bélisle
- 2002 - Prix Odyssée, catégorie Roman jeunesse, pour La Petite Fille qui ne souriait plus.
- 2002 - Palmarès Communication-Jeunesse des livres préférés des jeunes, catégorie Livromagie (6 à 9 ans).
- 2016 - Les yeux Noirs et Noémie le secret de madame Lumbago sur la liste des 100 livres incontournables en littérature jeunesse établie par Communication jeunesse.